# Новые похождения Кота в сапогах
«Но́вые похожде́ния Кота́ в сапога́х» — советский полнометражный цветной художественный фильм-сказка, поставленный на Киностудии имени М. Горького и Ялтинской киностудии в 1958 году режиссёром Александром Роу.
Необычная версия сказок Шарля Перро «Кот в сапогах» и Карло Гоцци «Любовь к трём апельсинам», в которой сказочные персонажи вместе с обычными школьниками раскрывают коварный заговор придворных и спасают похищенную принцессу. В основе сценария — пьеса Сергея Михалкова «Смех и слёзы».
Премьера фильма в СССР состоялась 27 мая 1958 года.

## Сюжет
Во Дворце пионеров готовится спектакль по сказке «Кот в сапогах», однако за день до премьеры школьница Люба, которой досталась роль принцессы, простужается, и врач прописывает ей лекарства, а дедушка Любы, Степан Петрович, просит добавить к рецепту рыбий жир «для общего состояния». Перед уходом рассеянный доктор едва не забывает свой портфель, однако Степан Петрович отдаёт ему «пропажу» и провожает до выхода.
Как только дед и врач уходят, в комнату заходят одноклассники Любы — Клава, Оля и Ваня. Удивившись и обеспокоившись болезнью подруги, они начинают репетицию, однако вернувшийся Степан Петрович возмущается этим. Затем в квартиру врывается склочная соседка Клара с требованием забрать кота Барсика; подошедший следом муж Вова пытается её успокоить. Выпроводив соседей и ребят, дедушка даёт Любе лекарство, и она засыпает. Начался волшебный сон…
В сказочном мире, где сосуществуют шахматы, игральные карты и прочие настольные игры, тяжело заболела шахматная принцесса. Её отец, король Унылио XVII, не находит себе места от горя, однако доктора советуют лишь одно: девушка должна лежать в душной и тёмной комнате, не вставая, и всё время плакать, дабы из неё «вышли все бациллы». Можно было бы обвинить медиков в некомпетентности, если бы их не подкупили карты — придворная Дама треф Двуличе и Пиковый валет Кривелло, министр «без портфеля», которые преследуют свою цель: извести наследницу и занять трон самим. Кривелло сочинял страшные «рассказки» и заставлял придворного шута читать их больной. Первый министр «с портфелем» Патиссоне считает, что принцессе, чтобы выздороветь, достаточно лишь засмеяться. Безутешный король-отец поддерживает такое предложение, однако Кривелло и Двуличе категорически против. Тем не менее, Унылио издаёт указ: тот, кто развеселит его единственную дочь, получит в награду полкоролевства.
Между тем, младший сын мельника Ваня обнаружил, что доставшийся ему в наследство кот не простой — он умеет говорить и, к тому же, очень умный и находчивый. Узнав об указе шахматного короля, волшебный кот в сапогах-скороходах отправляется во дворец, однако стража не пропускает его за ворота. Тогда он залезает в тележку зеленщика, вёзшего провизию для королевского стола, и проникает к принцессе в спальню, где становится свидетелем визита посла из графства Домино с подарком — механическим соловьём. Однако Кривелло тайно испортил игрушку, отчего та моментально ломается. Расстроенная принцесса умоляет отца принести ей взамен живую птицу, и Унылио тут же отправляется в лес на поиски, взяв с собой Кривелло.
Дабы помочь королевской дочери и одновременно избавить хозяина от нищеты, Кот в сапогах решается на хитрость. Он одалживает у Вани клетку с прирученным им соловьём, после чего вручает её королю, сказав, что птицу ему поручил доставить некий маркиз де Карабас. Унылио собирается наградить таинственного дарителя, однако Кот отказывается и спешно убегает. Вернувшись к хозяину, он требует, чтобы тот разделся и нырнул в воду, притворившись тонущим. Как только королевская карета подъезжает к берегу, Кот выдаёт Ваню за Карабаса и говорит, что маркиза якобы ограбили и бросили в реку. Король приглашает юношу к себе во дворец и убеждает Кривелло отдать ему мундир. По прибытии в королевство новоиспечённый маркиз знакомится с министром Патиссоне, и тот вводит его в курс дела.
Продрогший Кривелло возвращается из леса лишь ночью. Двуличе обеспокоена, что странный гость со своим адъютантом, «похожим на кота», сорвёт им все планы, и решает привлечь к заговору свою престарелую двоюродную тётю — известную колдунью Даму пик, послав за ней почтовую ворону.
Наутро Кот провожает хозяина к принцессе, которой шут в этот момент читал очередную «рассказку». Ваня удивлён тем, что девушка сама не знает, чем болеет, но при этом пьёт кучу лекарств, да ещё и вынуждена слушать глупые страшилки. Шут признаётся, что и сам страдает от этой «ерунды». Карабас решает вылечить наследницу престола самым простым образом: он поднимает её с постели, распахивает окно и делает вместе с ней зарядку. Метод Вани приносит пользу: принцесса наконец-то выздоравливает! От радости король Унылио устраивает большой карнавал, куда приглашены почти все жители шахматного королевства и соседних государств.
Кривелло и Двуличе раздосадованы таким поворотом событий, как вдруг из ниоткуда появляется Дама пик. К удивлению министра, она легко меняет облик, и из страшной старухи превращается в молодую красавицу. Двуличе предлагает тёте выступить первым же номером под видом фокусницы Рио-Кио, и та соглашается. В начале праздника Унылио произносит торжественную речь. Неожиданно на арене появляется «Рио-Кио», и ничего не подозревающие зрители ликуют. Но как только прекрасная незнакомка бросила принцессе чёрный тюльпан, та исчезает, а фокусница обращается старухой, при этом вызвав ужасную бурю. Публика в панике разбегается, а злодеи в восторге: заговор удался!
Принцесса становится пленницей и рабыней Пиковой дамы. Кот в сапогах и Ваня-Карабас отправляются на выручку, однако, стоило им добраться до логова злодейки, им преграждает путь беркут, завалив их камнями. Тем временем Кривелло изгоняет шута и Патиссоне из королевства, а шокированный пропажей дочери король теряет сознание, и у него начинается жар. Торжествующая Двуличе мечтает о том, как станет новой королевой, запретит шахматы и превратит королевство в карточное.
Выбравшись из-под завала, Ваня и Кот встречают раненого и замученного ослика и узнают от него, что принцесса заточена в высокой каменной башне. Кот поручает хозяину остаться с осликом, а сам под покровом ночи отправляется к Даме пик в замок, представившись ей как «наследный принц Кис-Кис Мяу-Мяу». В ходе беседы герой хитростью уговаривает колдунью превратиться сначала во льва, затем — в мышку, и съедает её. Наконец, Кот добегает до башни, но так вышло, что вместе со злодейкой он случайно проглотил ключи от темницы, поэтому он бросает принцессе канат, и девушка спускается по нему через окно.
Утром Патиссоне и шут сидят у реки и плетут корзины, попутно переживая за короля, его дочь и Карабаса. И тут мимо них проходят Ваня, Кот и принцесса на ослике, и обрадованные мужчины идут вместе с ними домой, в шахматный дворец. Тем временем король Унылио приходит в себя и, узнав о коварном плане карт, запирает их в своей спальне и оповещает об этом придворных. Увидев дочь и дважды спасшего её маркиза целыми и невредимыми, монарх обнимает их и благословляет на брак, а злодеям выносит приговор: посадить обоих в тюрьму, Двуличе понизить в звании до пешки, а Кривелло — до конца дней мучить его же «рассказками».
Сон Любы закончился. Она просыпается абсолютно здоровой и счастливой, открывает окно и обнимает любимого Барсика. Фильм заканчивается обращением Барсика к зрителям голосом Кота в сапогах: «А вам когда-нибудь снились такие сказки?».

## В ролях
- Мария Барабанова — Кот в сапогах
- Анатолий Кубацкий — Степан Петрович, дедушка Любы, он же король Унылио
- Вячеслав Жариков — Ваня, он же маркиз Карабас
- Ольга Горелова — Люба, она же принцесса
- Ирина Асмус — Клава, она же чёрная пешка
- Ольга Крылова — Оля, она же белая пешка
- Степан Каюков — Патиссоне, министр двора / доктор (озвучил Григорий Шпигель)
- Константин Злобин — Кривелло, министр без портфеля, Пиковый валет / Вова, сосед
- Тамара Носова — Двуличе, статс-дама, Трефовая дама / Клара, соседка
- Георгий Милляр — Шут / Дама пик, колдунья (в титрах указан только как Шут)
- Лидия Вертинская — молодая Дама пик
- Владимир Володин — зеленщик
- Никита Кондратьев — посол графа Домино
- Лев Потёмкин — начальник стражи

## Съёмочная группа
- Сценарий, стихи и песни — Сергея Михалкова
- Постановка — Александра Роу
- Главный оператор — Игорь Шатров
- Композитор — Андрей Волконский
- Звукооператор — Анатолий Дикан

## Создание
На главную роль Кота в сапогах Александр Роу искал актрису ярко выраженного комедийного плана, задорную, с лукавой смешинкой в глазах, — таковой оказалась Мария Барабанова.
Съёмки проходили в декорации, построенной на Ялтинской студии, а также на крымской натуре с достройками: в парке Ливадийского дворца у Турецкой беседки, в Воронцовском парке в Алупке у озёр Верхнего парка.

Богатые и разнообразные природные условия Крыма воплотились на экране в сказочный мир неизвестного королевства. Художники так строили декорации и делали такие достройки на натуре, что всё — и замок и просторы королевства — обретало грандиозные масштабы.
— Кира Парамонова, «Советский экран» 1958
В фильме использована музыка Исаака Дунаевского из кинофильма «Дети капитана Гранта» и вальс Иоганна Штрауса «На прекрасном голубом Дунае» в исполнении Оркестра Управления по производству фильмов, дирижёр Арнольд Ройтман.
В 1976 году на киностудии «Ленфильм» снята новая экранизация пьесы Сергея Михалкова «Смех и слёзы» — «Весёлое сновидение, или Смех и слёзы».

## Издание на видео
В 1980—1990-е годы фильм выпускался на видеокассетах VHS, в 2002 году выпущен на DVD.